# Almonacid del Marquesado
Almonacid del Marquesado település Spanyolországban, Cuenca tartományban. Almonacid del Marquesado Almendros, Puebla de Almenara, Saelices és Villarejo de Fuentes községekkel határos. Lakosainak száma 417 fő (2024).

## Népesség
A település lakosságának változását az alábbi diagram mutatja:
| Lakosok száma | 550  | 525  | 527  | 489  | 478  | 456  | 451  | 425  | 440  | 417  |
|               | 2001 | 2004 | 2006 | 2009 | 2011 | 2014 | 2016 | 2019 | 2021 | 2024 |